# Monasterio de la Trinidad y San Jorge

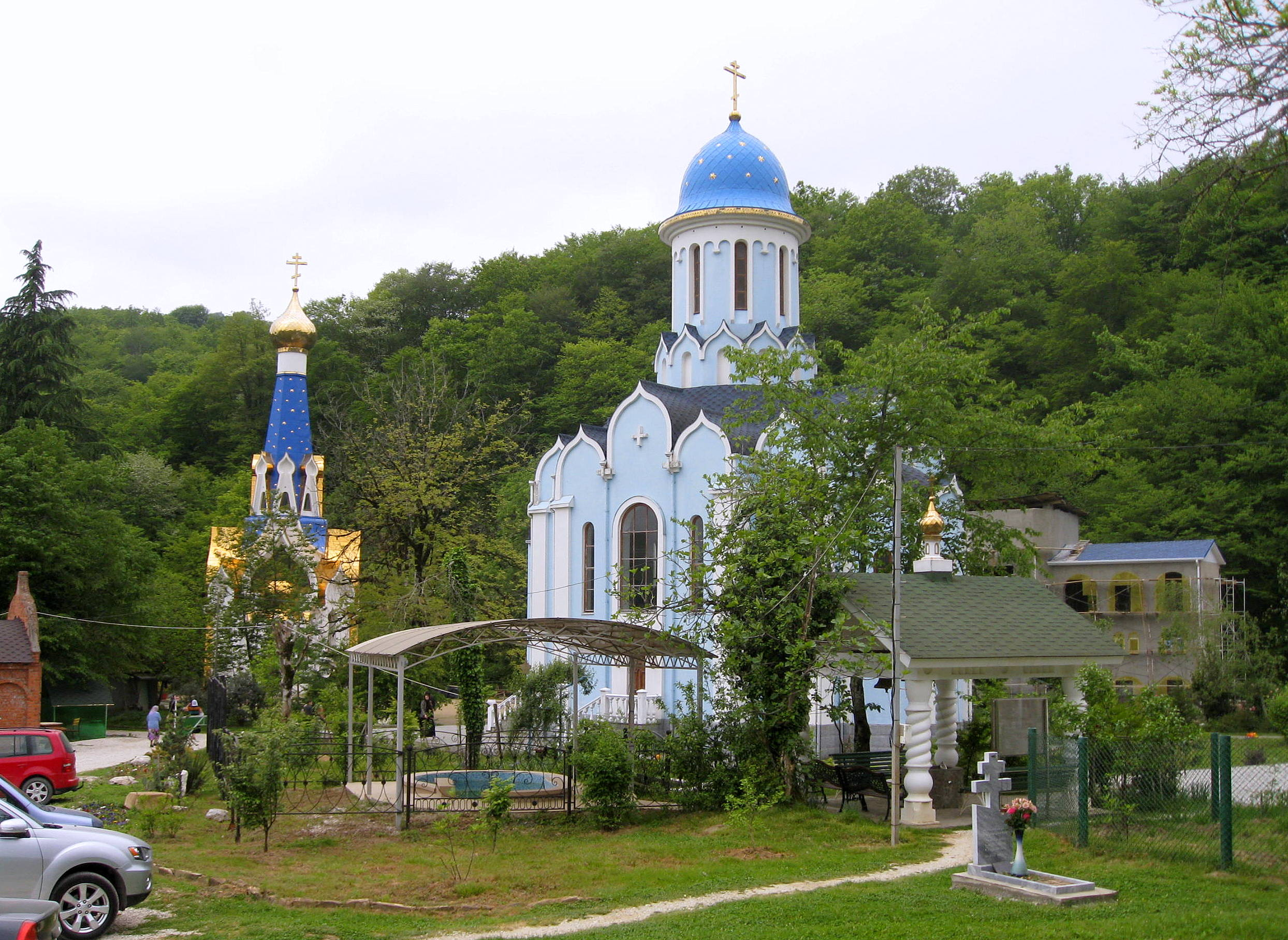
Monasterio femenino de la Trinidad y San Jorge.

El monasterio de la Trinidad y San Jorge (del ruso: Троице-Георгиевский монастырь) es un monasterio femenino de misioneras situado en el seló Lesnoye del distrito de Ádler de la unidad municipal de la ciudad-balneario de Sochi en el krai de Krasnodar de Rusia. Pertenece a la eparquía de Ekaterinodar y el Kubán.

## Historia
Fue fundado el 10 de agosto de 1999. Es continuador del nombre y la tradición del monasterio de la Santa Trinidad disuelto en el periodo soviético. En la Navidad de 2013 fue visitado por el presidente de Rusia Vladímir Putin.

## Iglesias
- Iglesia del gran mártir Uara.
- Iglesia del icono de la Madre de Dios Uchali moya pechali, en la que cabe destacar el iconostasio esculpido en madera de tilo.
- Iglesia del icono de la Madre de Dios de Vladímir.
- Iglesia del icono de la Madre de Dios de Semistrelnaya.